# Arthur Hutchinson
Pour les articles homonymes, voir Hutchinson.
Arthur Hutchinson né le 19 février 1941 est un triple meurtrier anglais.
Né à Hartlepool, dans le comté de Durham, il a atteint la notoriété en 1984 lorsqu’il a été reconnu coupable de trois meurtres commis à Dore, Sheffield, Yorkshire du sud, le 23 octobre 1983. Il est toujours en prison et, depuis 2008, a intenté un certain nombre de poursuites judiciaires pour renverser sa peine d’emprisonnement à perpétuité.

## Crimes
Hutchinson avait déjà passé plus de cinq ans en prison pour la tentative de meurtre de son demi-frère, Dino, et avait déjà été condamné à plusieurs reprises pour agression sexuelle. Le matin du 28 septembre 1983, Hutchinson est arrivé au poste de police de Selby après avoir été arrêté pour vol, cambriolage et viol. Il a demandé à aller aux toilettes, et pendant qu’il était là, il a sauté d’une fenêtre pour tenter de s’échapper et s’est coupé le genou sur des barbelés.
Après trois semaines et demie de fuite, tard dans la nuit du 23 octobre 1983, Hutchinson fait irruption chez Basil Laitner, 59 ans, sa femme de 55 ans, Avril, et leur fils de 28 ans, Richard, par une fenêtre de patio, et les poignarde tous les trois à mort. Il a ensuite violé leur fille de 18 ans Nicola au couteau avant de s’enfuir. Quelques heures plus tôt, la famille avait organisé la réception de mariage de leur autre fille Suzanne à la maison. On pense que Hutchinson avait l’intention de commettre un vol à main armée.
Son identité a été établie par la description donnée par Nicola Laitner, par une empreinte de paume laissée sur une coupe de champagne, et par une empreinte dentaire laissée par Hutchinson sur un bloc de fromage. Après avoir passé encore deux semaines en fuite, portant des déguisements et se déplaçant d’un endroit à l’autre à Barnsley, Nottinghamshire, Manchester, York et Scarborough, il a finalement été pris dans une ferme à Hartlepool le 5 novembre 1983. La police avait intercepté un appel téléphonique entre Hutchinson et sa mère dans lequel Hutchinson lui avait dit qu’il avait l’intention de lui rendre visite, leur permettant de restreindre leurs recherches à la région de Greatham, où il a été arrêté.
Lors de son procès, le 11 septembre 1984, Hutchinson accuse Mike Barron, alors journaliste au Sunday Mirror, d’avoir commis les meurtres. Hutchinson a été reconnu coupable des trois meurtres et du viol le 14 septembre 1984 après une délibération de quatre heures, et condamné à la prison à perpétuité avec une peine minimale recommandée de 18 ans, qui aurait pu le libérer de prison en 2002 si la Commission des libérations conditionnelles avait décidé qu’il n’était plus un risque.
Après la condamnation, le ministre de l’Intérieur de l’époque, Leon Brittan, a délivré à Hutchinson un tarif à vie.

### Recours contre la peine
Hutchinson a ensuite fait appel de la décision du ministre de l’Intérieur. Son cas a été entendu le 16 mai 2008 à la Haute Cour, près de six ans après que le dernier mot sur les peines minimales pour les prisonniers condamnés à perpétuité a été transféré du ministre de l’Intérieur à la Haute Cour. Ses avocats ont fait valoir qu’un tarif à vie constituait une violation de ses droits humains.
Cependant, son appel a été rejeté et la Haute Cour a accepté la décision du ministre de l’Intérieur, confirmant la condamnation à perpétuité.
Hutchinson a déposé un deuxième appel contre sa peine peu de temps après, son cas revenant à la Haute Cour le 6 octobre 2008, mais a de nouveau été rejeté.
Le 13 juillet 2013, la Cour européenne des droits de l’homme a jugé que le tarif de la vie entière était une violation des droits de l’homme. Cependant, le 3 février 2015, Hutchinson a perdu un appel devant la Cour européenne des droits de l’homme contre sa peine, les juges de la cour jugeant que des tarifs à vie entière étaient appropriés dans certains cas, tout comme la Haute Cour d’Angleterre et du Pays de Galles l’avait fait 12 mois plus tôt, à la condition que ces peines soient révisées dans les 25 ans suivant la condamnation. Dans les quatre mois, cependant, il a été signalé qu’il retournait devant la Cour européenne des droits de l’homme pour une nouvelle contestation de sa peine.

### Saisine de la Grande Chambre de la Cour européenne des droits de l’homme
Le 1er juin 2015, l’affaire Hutchinson a été renvoyée à la Grande Chambre de la Cour européenne des droits de l’homme. La saisine a été faite à la demande de Hutchinson et sa cause a été entendue par la Grande Chambre le 21 octobre 2015. Le 17 janvier 2017, Hutchinson a de nouveau perdu sa cause, le tribunal ayant statué que le Royaume-Uni avait le droit d’imposer des ordonnances à vie entière dans des circonstances appropriées.